# دستگاه مختصات ابرکهکشانی

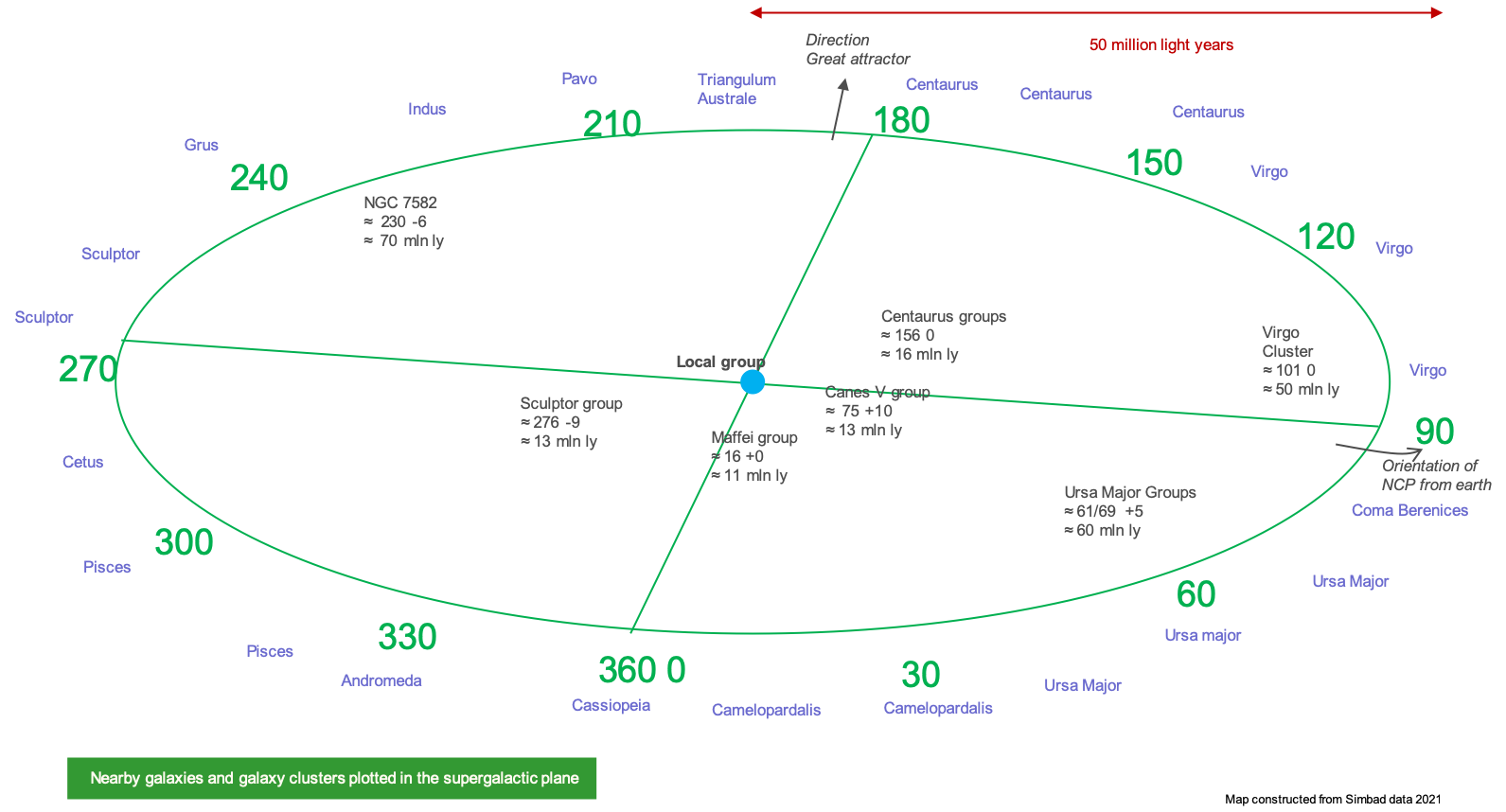
کهکشان‌ها و خوشه‌های کهکشانی در فاصله < ۵۰ مگاسال نوری از زمین در صفحه ابرکهکشانی ترسیم شده‌اند.

دستگاه مختصات اَبَرکهکشانی (انگلیسی: Supergalactic coordinate system) یک چارچوب مرجع برای ابرخوشه‌های کهکشانی است که کهکشان راه شیری را در بر می‌گیرد، و به مجموعه ای نسبتاً مسطح محلی از خوشه‌های کهکشانی اشاره دارد و برای تعریف صفحه ابرکهکشانی به‌کار می‌رود.
صفحه ابرکهکشانی با زاویه °۸۴٫۵، کم و بیش عمود بر صفحه کهکشان راه شیری است. آن‌طور که از زمین دیده می‌شود، صفحه کهکشان یک دایره بزرگ در سراسر آسمان از طریق صورت‌های فلکی زیر ترسیم می‌کند:
- ذات‌الکرسی (در صفحه کهکشان راه شیری)
- زرافه
- دب اکبر
- گیسو (در نزدیکی قطب شمال کهکشانی راه شیری)
- دوشیزه
- قنطورس
- دوپرگار (در صفحه کهکشانی)
- مثلث جنوبی
- طاووس
- هندی
- درنا
- سنگتراش (در نزدیکی قطب جنوب کهکشانی)
- نهنگ
- ماهی
- آندرومدا
- برساوش